# Reprezentacja Danii w piłce nożnej kobiet
Reprezentacja Danii w piłce nożnej kobiet – oficjalna drużyna reprezentująca Danię w rozgrywkach piłki nożnej kobiet.

## Udział w międzynarodowych turniejach

### Igrzyska Olimpijskie
| 1996 | Awans                   | Faza grupowa            |
| 2000 | Nie zakwalifikowała się | Nie zakwalifikowała się |
| 2004 | Nie zakwalifikowała się | Nie zakwalifikowała się |
| 2008 | Nie zakwalifikowała się | Nie zakwalifikowała się |
| 2012 | Nie zakwalifikowała się | Nie zakwalifikowała się |
| 2016 | Nie zakwalifikowała się | Nie zakwalifikowała się |
| 2020 | Nie zakwalifikowała się | Nie zakwalifikowała się |
| 2024 | Nie zakwalifikowała się | Nie zakwalifikowała się |

### Mistrzostwa Świata
| 1991 | Awans                   | Ćwierćfinał             |
| 1995 | Awans                   | Ćwierćfinał             |
| 1999 | Awans                   | Faza grupowa            |
| 2003 | Nie zakwalifikowała się | Nie zakwalifikowała się |
| 2007 | Awans                   | Faza grupowa            |
| 2011 | Nie zakwalifikowała się | Nie zakwalifikowała się |
| 2015 | Nie zakwalifikowała się | Nie zakwalifikowała się |
| 2019 | Nie zakwalifikowała się | Nie zakwalifikowała się |
| 2023 | Awans                   | 1/8 finału              |

### Mistrzostwa Europy
| 1984 | Awans                   | III miejsce             |
| 1987 | Nie zakwalifikowała się | Nie zakwalifikowała się |
| 1989 | Awans                   | Ćwierćfinał             |
| 1991 | Gospodarz               | III miejsce             |
| 1993 | Awans                   | III miejsce             |
| 1995 | Awans                   | Ćwierćfinał             |
| 1997 | Awans                   | Ćwierćfinał             |
| 2001 | Awans                   | III miejsce             |
| 2005 | Awans                   | 1 runda                 |
| 2009 | Nie zakwalifikowała się | Nie zakwalifikowała się |
| 2013 | Awans                   | III miejsce             |
| 2017 | Awans                   | II miejsce              |
| 2022 | Awans                   | Faza Grupowa            |
| 2025 | Awans                   | Faza Grupowa            |